# Nuoto ai campionati mondiali di nuoto 2019 - Staffetta 4x100 metri misti femminile
La gara di nuoto della staffetta 4x100 metri misti femminile dei campionati mondiali di nuoto 2019 è stata disputata il 28 luglio presso il Nambu International Aquatics Centre di Gwangju. Vi hanno preso parte 21 squadre nazionali.

## Podio
| Posizione | Nazione     | Atlete |
| --------- | ----------- | --- |
| Oro       | Stati Uniti | Regan Smith Lilly King Kelsi Dahlia Simone Manuel Olivia Smoliga* Melanie Margalis* Katie McLaughlin* Mallory Comerford* |
| Argento   | Australia   | Minna Atherton Jessica Hansen Emma McKeon Cate Campbell Kaylee McKeown* Brianna Throssell* Madison Wilson*               |
| Bronzo    | Canada      | Kylie Masse Sydney Pickrem Maggie MacNeil Penny Oleksiak Kierra Smith* Rebecca Smith* Taylor Ruck*                       |

* Nuotatori che hanno partecipato solamente nelle batterie.

## Programma
| Data           | Ora (UTC+9) | Turno    |
| -------------- | ----------- | -------- |
| 28 luglio 2019 | 11:07       | Batterie |
| 28 luglio 2019 | 21:56       | Finale   |

## Record
Prima della manifestazione il record del mondo e il record dei campionati erano i seguenti.
| Record mondiale       | 3'51"55 | Stati Uniti Kathleen Baker (58"54) Lilly King (1'04"48) Kelsi Worrell (56"30) Simone Manuel (52"23) | 30 luglio 2017 Budapest, Ungheria |
| Record dei campionati | 3'51"55 | Stati Uniti Kathleen Baker (58"54) Lilly King (1'04"48) Kelsi Worrell (56"30) Simone Manuel (52"23) | 30 luglio 2017 Budapest, Ungheria |

## Risultati

### Batterie[2]
| Pos. | Batteria | Corsia | Nazione       | Atlete | Tempo   | Note             |
| ---- | -------- | ------ | ------------- | --- | ------- | ---------------- |
| 1    | 2        | 4      | Stati Uniti   | Olivia Smoliga (58"79) Melanie Margalis (1'06"40) Katie McLaughlin (57"15) Mallory Comerford (53"05)           | 3'55"39 | Q                |
| 2    | 3        | 4      | Australia     | Kaylee McKeown (59"44) Jessica Hansen (1'06"99) Brianna Throssell (58"28) Madison Wilson (53"48)               | 3'58"19 | Q                |
| 3    | 2        | 6      | Italia        | Margherita Panziera (1'00"56) Arianna Castiglioni (1'06"68) Ilaria Bianchi (57"54) Federica Pellegrini (53"57) | 3'58"35 | Q                |
| 4    | 3        | 3      | Canada        | Kylie Masse (58"98) Kierra Smith (1'08"61) Rebecca Smith (58"04) Taylor Ruck (53"00)                           | 3'58"63 | Q                |
| 5    | 3        | 7      | Cina          | Fu Yuanhui (1'00"01) Yu Jingyao (1'07"28) Wang Yichun (58"13) Zhu Menghui (53"84)                              | 3'59"26 | Q                |
| 6    | 2        | 1      | Svezia        | Michelle Coleman (1'01"41) Sophie Hansson (1'07"33) Louise Hansson (57"43) Sarah Sjöström (53"23)              | 3'59"40 | Q                |
| 7    | 3        | 6      | Regno Unito   | Georgia Davies (1'00"32) Molly Renshaw (1'08"00) Alys Thomas (58"77) Anna Hopkin (52"65)                       | 3'59"74 | Q                |
| 8    | 2        | 5      | Giappone      | Natsumi Sakai (1'00"16) Reona Aoki (1'07"65) Hiroko Makino (58"17) Rika Omoto (53"89)                          | 3'59"87 | Q                |
| 9    | 2        | 2      | Germania      | Laura Riedemann (1'00"20) Anna Elendt (1'08"74) Angelina Köhler (57"95) Jessica Steiger (54"02)                | 4'00"91 |                  |
| 10   | 3        | 2      | Paesi Bassi   | Kira Toussaint (1'00"04) Tes Schouten (1'08"45) Kim Busch (59"90) Femke Heemskerk (53"03)                      | 4'01"42 |                  |
| 11   | 3        | 8      | Svizzera      | Nina Kost (1'02"49) Lisa Mamie (1'06"80) Alexandra Touretski (58"68) Maria Ugolkova (53"88)                    | 4'01"85 | Record nazionale |
| 12   | 3        | 5      | Russia        | Dar'ja Vas'kina (1'01"08) Anna Belousova (1'08"47) Svetlana Čimrova (58"33) Daria Ustinova (54"38)             | 4'02"26 |                  |
| 13   | 1        | 5      | Corea del Sud | Im Da-sol (1'00"44) Back Su-yeon (1'08"70) Park Ye-rin (58"84) Jeong So-eun (55"40)                            | 4'03"38 | Record nazionale |
| 14   | 2        | 7      | Hong Kong     | Stephanie Au (1'01"12) Yeung Jamie Zhen Mei (1'08"92) Chan Kin Lok (1'00"45) Siobhán Haughey (53"03)           | 4'03"52 |                  |
| 15   | 2        | 8      | Polonia       | Alicja Tchórz (1'00"97) Weronika Hallmann (1'08"88) Paulina Nogaj (59"51) Katarzyna Wasick (54"91)             | 4'04"27 |                  |
| 16   | 2        | 3      | Danimarca     | Mie Nielsen (1'01"79) Matilde Schroder (1'08"74) Jeanette Ottesen (58"55) Julie Kepp Jensen (55"25)            | 4'04"33 |                  |
| 17   | 2        | 0      | Sudafrica     | Mariella Venter (1'02"84) Tatjana Schoenmaker (1'07"16) Tayla Lovemore (59"34) Emma Chelius (55"78)            | 4'05"12 |                  |
| 18   | 1        | 3      | Finlandia     | Mimosa Jallow (1'01"20) Ida Hulkko (1'07"35) Jenna Laukkanen (1'00"53) Laura Lahtinen (56"42)                  | 4'05"50 |                  |
| 19   | 3        | 1      | Ungheria      | Katalin Burián (1'00"83) Anna Sztankovics (1'08"96) Liliána Szilágyi (59"25) Evelyn Verrasztó (56"57)          | 4'05"61 |                  |
| 20   | 1        | 4      | Turchia       | Ekaterina Avramova (1'01"95) Viktoriya Zeynep Güneş (1'09"01) Aleyna Özkan (59"42) Selen Özbilen (55"34)       | 4'05"72 | Record nazionale |
| 21   | 3        | 0      | Singapore     | Quah Jing Wen (1'05"07) Christie Chue (1'11"02) Quah Ting Wen (59"95) Cherlyn Yeoh (55"34)                     | 4'11"67 |                  |

### Finale[3]
| Pos. | Corsia | Nazione     | Atleti                                                                                                   | Tempo   | Note             |
| ---- | ------ | ----------- | --- | ------- | ---------------- |
|      | 4      | Stati Uniti | Regan Smith (57"57) Lilly King (1'04"81) Kelsi Dahlia (56"16) Simone Manuel (51"86)                      | 3'50"40 | Record mondiale  |
|      | 5      | Australia   | Minna Atherton (59"06) Jessica Hansen (1'06"08) Emma McKeon (56"32) Cate Campbell (51"96)                | 3'53"42 |                  |
|      | 6      | Canada      | Kylie Masse (59"12) Sydney Pickrem (1'06"42) Maggie MacNeil (55"56) Penny Oleksiak (52"48)               | 3'53"58 | Record nazionale |
| 4    | 3      | Italia      | Margherita Panziera (59"77) Martina Carraro (1'06"87) Elena Di Liddo (57"33) Federica Pellegrini (52"53) | 3'56"50 | Record nazionale |
| 5    | 2      | Cina        | Chen Jie (1'00"89) Yu Jingyao (1'06"42) Zhang Yufei (56"44) Yang Junxuan (53"36)                         | 3'57"11 |                  |
| 6    | 8      | Giappone    | Natsumi Sakai (59"48) Reona Aoki (1'06"58) Hiroko Makino (58"22) Rika Omoto (53"86)                      | 3'58"14 |                  |
| 7    | 7      | Svezia      | Michelle Coleman (1'01"42) Sophie Hansson (1'07"20) Louise Hansson (57"23) Sarah Sjöström (52"54)        | 3'58"39 |                  |
| 8    | 1      | Regno Unito | Georgia Davies (59"55) Molly Renshaw (1'07"72) Alys Thomas (58"56) Freya Anderson (53"55)                | 3'59"38 |                  |